# Bill Ayers
William Charles Ayers (26 de dezembro de 1944, Illinois) é um teórico estadunidense do ensino primário. Durante a década de 1970, Ayers foi líder do grupo comunista Weather Underground, que se opôs à Guerra do Vietnã. É conhecido pelo seu ativismo radical dos anos 70 e pelo trabalho posterior no campo da reforma educacional, curricular e de instrução.
Em 1969, Ayers fundou o Weather Underground, um grupo que se declava comunista revolucionário cujos propósito era acabar com o imperialismo. O Weather Underground fez uma campanha com bombas em prédios públicos (como delegacias de polícia, o prédio do Congresso e o Pentágono) durante as décadas de 1960 e 1970.
Ayers é professor aposentado da Faculdade de Educação da Universidade de Illinois em Chicago. Antes de se aposentar, detinha os títulos de Distinguished Professor de Educação e Senior University Scholar. Durante as eleições presidenciais de 2008, surgiu uma controvérsia acerca do seu contato com o então candidato Barack Obama. É casado com a advogada e professora de Clinical Law Bernardine Dohrn, que também foi uma liderança do Weather Underground.

## Infância e juventude
Ayers cresceu na cidade de Glen Ellyn, subúrbio de Chicago. Seus pais eram Mary e Thomas G. Ayers, que se tornaria executivo chefe da Commonwealth Edison (1973 to 1980),, companhia elétria de Illinois.
Frequentou a escola pública até o segundo ano do colegial, quando foi transferido para a Lake Forest Academy, uma pequena escola preparatória para a universidade. Ayers ganhou a titulação de Bachelor of Arts em American Studies da Universidade de Michigan em 1968.
Ayers ficou impressionado em 1965 durante uma pregação, na cidade de Ann Arbor,contra a Guerra do Vietnã. O presidente dos Estudantes por uma Sociedade Democrática, Paul Potter, perguntou à plateia: "Como vocês vão viver suas vidas sem que ela seja uma zombaria dos seus valores?" Ayers escreveu depois em suas memórias, Fugitive Days, que sua reação foi: "Não é possível ser uma pessoa moral com os meios para agir e ficar parado. Ficar parado era escolher a indiferença. Indiferença era o oposto da moral."
Em 1965, Ayers juntou-se a um protesto contra uma pizzaria de Ann Arbor que se recusava a receber afro-americanos. Sua primeira prisão se deu por um protesto sentado em um ponto de alistamento militar, e durou dez dias. O primeiro emprego em sala de aula veio pouco depois, na Children's Community School, uma pré-escola com poucas matrículas que funcionava no porão de uma igreja, fundada por um grupo de estudantes que emulavam o método Summerhill. Ainda antes de entrar no Weather Underground, ele publicou um relato dessa experiência intitulado Education: An American Problem.
A escola era parte de um movimento nacional chamado movimento escola livre. As escolas não tinham ensino fundamental nem boletim; pretendiam encorajar a cooperação em vez da competição, e os pupilos se dirigiam aos professores pelos seus nomes de batismo. Em poucos meses, aos 21 anos, Ayers se tornou diretor da escola. Ali conheceu Diana Oughton, que iria se tornar sua namorada até morrer, em 1970, quando uma bomba do Weather Underground explodiu durante o preparo.

## Ingresso no terrorismo
Ayers se envolveu com a New Left e os Estudantes por uma Sociedade Democrática (SDS, na sigla em inglês). Alcançou importância nacional como líder dos SDS em 1968 e, em 1969, como chefe do grupo regional dos SDS chamado Jesse James Gang.
O grupo liderado por Ayers em Detroit, no estado de Michigan, tornou-se uma das primeiras reuniões daqueles que se tornariam os weathermen. Antes da convenção de junho de 1969 dos SDS, Ayers já era um líder importante. Isto resultava de um cisma nos SDS. "Àquela época, sua tara pelas brigas de rua cresceu, e ele desenvolveu uma linguagem de militância de confronto que se tornou cada vem mais destacada durante o ano de 1969", escreveu em 2001 Cathy Wilkerson, ex-integrante do Weather Underground. Ayers havia sido colega de quarto de Terry Robbins, um militante que foi morto em 1970 com Diana Oughton na explosão em Greenwich Village, ocasião em que, ao fazer bombas antipessoais para uma dança de suboficiais em Fort Dix, no estado de Nova Jérsei.
Em junho de 1969, na convenção nacional, o Weather Underground tomou o controle dos SDS. Na mesma ocasião, Ayers foi eleito Secretário de Educação do movimento. No mesmo ano, Ayers participou da operação que pôs uma bomba na estátua em homenagem aos policiais mortos na Revolta de Haymarket, em 1886. A explosão quebrou quase cem janelas e atirou estilhaços da estátua pela Via Expressa Kennedy. (A estátua foi reconstruída e inaugurada em 4 de maio de 1970, e explodida outra vez pelo Weather Underground em 6 de outubro 1970. Tendo-a reconstruído outra vez, a cidade colocou uma guarda policial de 24 horas para impedir outra explosão, e em janeiro de 1972 ela foi transladada para o prédio principal da polícia de Chicago).
Ayers participou dos "Dias de Fúria" em Chicago, em outubro de 1969, e em dezembro estava no "Concelho de Guerra" em Flint, no estado de Michigan.  Duas decisões importantes saíram do "Concelho de Guerra". A primeira foi começar de imediato uma violenta luta armada contra o Estado, sem aspirar à mobilização de parcelas extensas da sociedade. A segunda foi criar coletivos subterrâneos nas maiores cidades do país. Larry Grathwohl, um informante do FBI infiltrado no Weather Underground desde o outono boreal de 1969 até a primavera boreal de 1970, afirmou que "Ayers, junto com Bernardine Dohrn, provavelmente tinha a maior autoridade entre os Weathermen".

## Período na clandestinidade
Depois da explosão em Greenwich Village em 1970, na qual morreram Ted Gold, Terry Robbins (amigo íntimo de Ayers), e Diana Oughton (a namorada), Ayers e vários outros membros se evadiram da lei. Kathy Boudin e Cathy Wilkerson sobreviveram à explosão. Ayers ainda não respondia a acusações penais então, mas o governo federal viria a acusá-lo formalmente. Ayers participou dos ataques a bomba contra o prédio da polícia da cidade de Nova Iorque em 1970, o prédio do Congresso em 1971, e o Pentágono em 1972, como ele mesmo conta em seu livro Fugitive Days (2001).
Depois da bomba, Ayers se tornou um fugitivo. Nesse período, casou-se com Bernardine Dohrn e ambos partilharam da vida clandestina, mudando de identidade, emprego e casa.
Em 1973, Ayers escreveu, junto com outros membros do Weather Underground, o livro Prairie Fire, que significa Pradaria Fogo. O livro foi dedicado a cerca de 200 pessoas, e incluiu desde os abolicionistas Harriet Tubman e John Brown, a Sirhan Sirhan, o assassino de Robert F. Kennedy.
No mesmo ano, vieram à tona novas informações acerca das operações do FBI contra o Weather Underground e a New Left, todas parte de operações secretas, amiúde ilegais, de um projeto chamado COINTEL. Por causa de táticas ilegais de agentes do FBI envolvidos com o programa—tais como pôr escutas e fazer buscas sem mandado --, os advogados do governo pediram que todas as acusações relativas a armas e bombas contra o Weather Underground e Bill Ayers fossem retiradas.
Não obstante, as acusações contra Dohrn permaneceram. Ela relutou em se entregar às autoridades, e só fez isto em 1980.